# یواس‌اس ساندرلینگ (ای‌ام‌سی‌یو-۴۹)
یواس‌اس ساندرلینگ (ای‌ام‌سی‌یو-۴۹) (به انگلیسی: USS Sanderling (AMCU-49)) یک کشتی بود که طول آن ۱۳۶ فوت (۴۱ متر) بود. این کشتی در سال ۱۹۴۴ ساخته شد.